# Janusz Wilhelmi

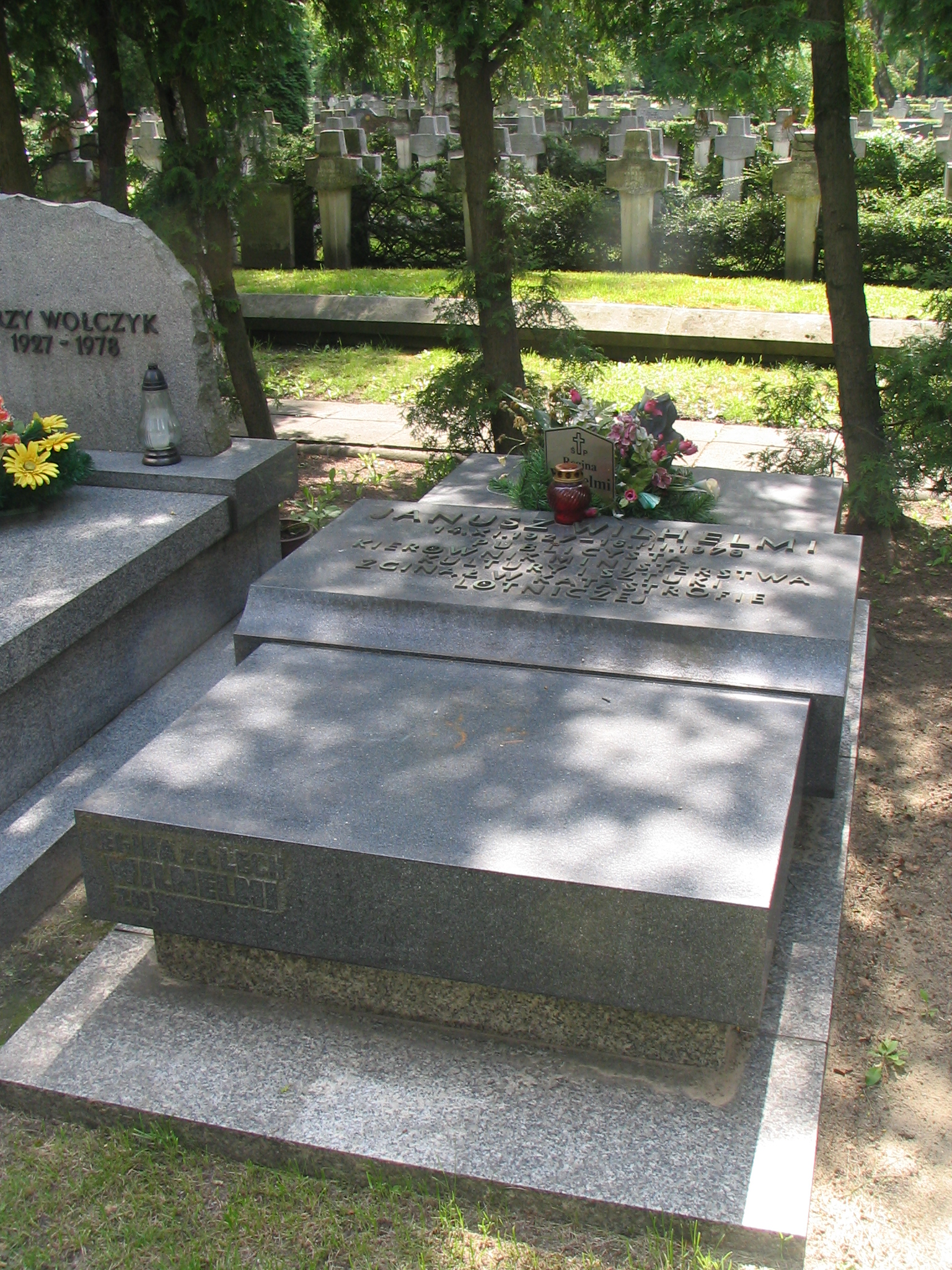
Grób Janusza Wilhelmiego na Cmentarzu Wojskowym na Powązkach w Warszawie, 22 lipca 2008

Janusz Wilhelmi (ur. 14 listopada 1927 w Warszawie, zm. 16 marca 1978 w Gabare pod Białą Slatiną w katastrofie lotniczej) – polski krytyk literacki, publicysta dziennikarz, polityk komunistyczny, w 1978 kierownik Ministerstwa Kultury i Sztuki.

## Życiorys
Urodził się 14 listopada 1927 w Warszawie jako syn Henryka i Marii. Jako żołnierz Armii Krajowej w stopniu starszego strzelca uczestniczył w powstaniu warszawskim w 1944, po upadku którego został wzięty przez Niemców do niewoli.
W 1951 ukończył studia filologii polskiej na Wydziale Filozoficznym Uniwersytetu Warszawskiego z tytułem magistra. W czasach studiów był bliskim przyjacielem opozycjonistów Jana Józefa Lipskiego i Janusza Szpotańskiego, którzy po jego nawróceniu na marksizm zerwali z nim kontakty.
Od 1948 do 1957 pracował w Spółdzielni Wydawniczej „Czytelnik”, gdzie był kierownikiem działu. Od 1951 do 1954 był starszym asystentem w Instytucie Badań Literackich Polskiej Akademii Nauk. Od 1957 do 1958 był zastępcą redaktora naczelnego „Nowin Literackich i Wydawniczych”. Od 1958 do 1963 był publicystą „Trybuny Ludu”. Od 1960 do 1963 był kierownikiem działu „Nowej Kultury”. Od 1963 do 1973 był redaktorem naczelnym „Kultury” (tygodnika społeczno-literackiego powstałego z połączenia zlikwidowanych pism „Nowa Kultura” i „Przegląd Kulturalny”). Od 1962 do 1975 był dyrektorem generalnym ds. artystycznych Komitetu do Spraw Radia i Telewizji, gdzie pełnił też funkcję zastępcy przewodniczącego od stycznia 1976 do maja 1977. Był szefem Komitetu Kinematografii PRL.
Od 1960 należał do PZPR. Był delegatem na VI, VII Zjazd PZPR. Od 11 grudnia 1971 do końca życia był członkiem Prezydium Centralnej Komisji Rewizyjnej PZPR. W latach 70. wchodził w skład Rady Redakcyjnej organu teoretycznego i politycznego KC PZPR „Nowe Drogi”. Od maja 1977 w randze podsekretarza stanu był zastępcą kierownika (wiceministrem) ministerstwa kultury i sztuki w rządzie Piotra Jaroszewicza (ministrem był wtedy Józef Tejchma), a następnie – od 26 stycznia 1978 do śmierci – wiceministrem i krótkotrwałym kierownikiem tego resortu. Rozważano jego nominację na stanowisko ministra, co – wbrew późniejszym spekulacjom – nie było do końca przesądzone.
Był żonaty z Reginą Krystyną Wilhelmi z domu Lech (1923-2007). Zginął 16 marca 1978 w katastrofie lotniczej w Bułgarii. Został pochowany z honorami 21 marca 1978 w Alei Zasłużonych na cmentarzu Powązki Wojskowe w Warszawie (kwatera B4-tuje-14). Premier Piotr Jaroszewicz wygłosił przemówienie pożegnalne oraz odznaczył trumnę przyznanym pośmiertnie Januszowi Wilhelmiemu przez Radę Państwa Krzyżem Komandorskim z Gwiazdą Orderu Odrodzenia Polski.
Oceniany negatywnie przez środowisko filmowców ze względu na utrudnianie twórczości i wtłaczanie jej w ramy ideologii partyjnej. Działał m.in. przeciwko Andrzejowi Wajdzie. Wsławił się wydaniem polecenia o zatrzymaniu realizacji filmu Andrzeja Żuławskiego pt. Na srebrnym globie oraz próbie zniszczenia wszystkich negatywów (film był zrealizowany w ponad 3/4 zaplanowanych zdjęć). Na skutek jego polecenia popularny serial „Wojna domowa” nie doczekał się planowanej kontynuacji.
Jego osoba była pierwowzorem postaci Wilhelma Eneya w powieści Głos Pana Stanisława Lema.

## Odznaczenia
- Krzyż Komandorski z Gwiazdą Orderu Odrodzenia Polski (1978, pośmiertnie)
- Order Sztandaru Pracy II klasy[3]
- Krzyż Oficerski Orderu Odrodzenia Polski[3]
- Medal jubileuszowy „W upamiętnieniu 100-lecia urodzin Władimira Iljicza Lenina” (ZSRR, 1970)[15]
- Inne odznaczenia[3]
- dziennikarska Nagroda im. Bolesława Prusa (1978, przyznana pośmiertnie przez Prezydium Zarządu Głównego Stowarzyszenia Dziennikarzy Polskich)[16]